# インテリが知らない世界のおバカ疑問
『インテリが知らない世界のおバカ疑問』（インテリがしらないせかいのおバカぎもん）は日本テレビ系列で2017年から不定期で放送されている番組である。

## 概要
インテリが知らないバカバカしい疑問を解決する。

## 出演
- 所ジョージ（議長）- 第3回から
- 山里亮太（副議長、南海キャンディーズ）
- 桝太一（進行、日本テレビアナウンサー）- 第2回までは議長

## 放送リスト
| 回 | 放送日                  | 放送時間      | 議員→パネラー                                                                                          | リポーター                                                       | 備考                                 |
| -- | ----------------------- | ------------- | --- | ---------------------------------------------------------------- | ------------------------------------ |
| 1  | 2017年4月16日（日曜日） | 13:15 - 14:15 | 児嶋一哉、齋藤孝、紅蘭、藤田ニコル、りゅうちぇる                                                       | 篠宮暁                                                           | サンバリュ枠で放送。                 |
| 2  | 2017年8月26日（土曜日） | 13:30 - 15:30 | 紅蘭、児嶋一哉、齋藤孝、滝沢カレン、藤田ニコル、りゅうちぇる                                           | 坪倉由幸、パックン、アントニー、アイクぬわら                     | 土曜特番枠で放送                     |
| 3  | 2018年2月9日（金曜日）  | 19:00 - 20:54 | 梅沢富美男、紅蘭、児嶋一哉、滝沢カレン、パックン、本田望結、松本伊代、りゅうちぇる                     | 濱口優、ウド鈴木、チョコレートプラネット、いかちゃん、丸山桂里奈 | ゴールデンタイム・全国ネットで放送。 |
| 4  | 2018年8月13日（月曜日） | 19:00 - 21:00 | 佐藤勝利、マリウス葉、滝沢カレン、濱口優、藤田ニコル、丸山桂里奈、モーリー・ロバートソン、りゅうちぇる | さかなクン、朝日奈央                                             | ゴールデンタイム・全国ネットで放送。 |

## スタッフ
- 演出：森山琢哉
- ナレーション：あおい洋一郎
- 構成：山谷隆、林田晋一、佐藤雄貴
- TM：渡邊勇二（第4回）
- SW：小林宏義
- CAM：吉田健治
- MIX：小原正広（第1,2,4回）
- VE：鈴木昭博（第4回）
- 照明：池長正宏（第2回-）
- 美術プロデューサー：上條宏美
- 美術デザイン：北原龍一
- 大道具：清和田和己（第2,4回）
- 小道具：佐々木洋平（第3,4回）
- メイク：外山奈津子（第1,4回）
- 編集：岩品博之（第2回-）、伊藤さやか
- MA：植木俊彦
- 音効：中村由紀
- 技術協力：NiTRO、麻布プラザ、ジャパンテレビ
- 美術協力：日本テレビアート
- コーディネーター：Asia Co Co.,Ltd.、中川稲子（第4回）
- 協力：拓殖大学、映像アフロ（第4回）
- TK：奈良里美
- デスク：櫛山照美
- 宣伝：笠原陽介（第3,4回）
- AD：兒玉佳純、鈴木あかり、吉川愛美、松本恭誠、佐藤安圭理、依田菜月（佐藤→第3,4回、佐藤以外→第4回）
- AP：東野真有（第3,4回）、今野舞紀（第4回）
- ディレクター：佐々木英敏 / 干場備前、坂上祐生、山本健太、加藤昌之、新井一平、小林直機、元脇嵩譲、大井章生（新井→第1,4回、山本・加藤・大井→第3,4回、坂上・小林・元脇→第4回）
- プロデューサー：常盤吉弘（SION）、木村優子（えすと）、輿石将大（passion）（輿石→第4回）
- 統轄プロデューサー：宮本誠臣（第4回、第3回まではプロデューサー）
- チーフプロデューサー：横田崇（第4回）
- 制作協力：えすと、SION
- 製作著作：日本テレビ

### 過去のスタッフ
- ナレーション：町田浩徳（第3回、日本テレビアナウンサー）
- TM：坂東秀明（第3回まで）
- MIX：滝口祐造（第3回）
- VE：吉﨑慶（第1,2回）、山口考志（第3回）
- 照明：下平好実（第1回）
- 大道具：瀬川拓実（第1回）、才原裕二（第3回）
- 小道具：高橋吉彦（第1,2回）
- メイク：林朋香（第2,3回）
- 編集：曽根隼一（第1回）
- CG：古川滋彦（第1回）
- イラスト：寺田彩花（第2回）
- リサーチ：正村和重（第1,2回）、下川悟（リベラス、第3回まで）
- コーディネーター：インダス・ヘリテイジ、SUBARU KOREA（第1回）、m&m mediaservices sri、DUO creative（第3回）
- 撮影協力：ANTICA LOCANDA、言語喫茶ミッキーマウス、Lilian中国語スクール、タンゴソル日本橋ダンススタジオ、京進ランゲージアカデミー新宿校（第1回）、FRON 国際交流イベント（第1,2回）、株式会社ジャフプラザ、Gaitomo、国際交流パーティー、Ritoramto sabatini（第2回）
- 協力(第3回-)：在日イタリア商工会議所（第2回までは撮影協力）、辻調理師専門学校（第3回）
- 編成：合田伊知郎（第1,2回）、國谷茉莉（第2,3回）、水田貴久（第3回）
- 宣伝：柳沢典子（第2回）
- AD：小川香織（第1回）、瀧田莉歩（第2回）、森菜津実、小木雅恵、関谷里菜、廣井嶺、松川理子（第3回）、小林穂波、島﨑絵里（第3回まで）
- AP：小林香央莉（第3回まで）
- ディレクター：山本圭亮（第1,2回）、流石英昭、山本祥太、小嶋克也（共に第2回）、笹尾充（第2,3回）、寺野慎一郎（第3回）
- チーフプロデューサー：森實陽三（第3回まで）